# アレクサンドル・ジェニエス
アレクサンドル・ジェニエス（Alexandre Geniez、1988年4月16日 - ）は、フランス、ロデーズ出身の自転車競技（ロードレース）選手。ジュニエ、ジェニエとも表記される。

## 経歴
2010年、スキル・シマノにてプロキャリアをスタート。
2013年、FDJに移籍。ブエルタ・ア・エスパーニャにて自身初のUCIワールドツアー及び、グランツールでの初勝利を飾る。
2016年、ブエルタ・ア・エスパーニャにて自身二度目の区間優勝。
2017年、AG2R・ラ・モンディアルへ移籍。
2021年、チーム・トタルエネルジーズに移籍。

## 主な戦績

### 2009年
- ロンド・ド・リザール・ダリエージュ・U23部門　総合優勝
- ツール・ド・ジロンド　総合2位
- ジロ・デッラ・ヴァッレ・ダオスタ　区間優勝（第5ステージ）

### 2010年
- ルート・デュ・スュド　総合2位

### 2011年
- オーストリア一周　区間優勝(第4ステージ)

### 2012年
- ツール・ド・ポローニュ 総合9位

### 2013年
- ブエルタ・ア・エスパーニャ　区間優勝（第15ステージ）

### 2015年
- トロ・ブロ・レオン　優勝
- ツール・ド・レン　総合優勝、区間優勝（第3ステージ）

### 2016年
- ツール・ド・レン　区間優勝（第4ステージ）

- ブエルタ・ア・エスパーニャ　区間優勝（第3ステージ）

### 2017年
- ル・ツール・ド・ラ・プロヴァンス　区間優勝（第2ステージ）
- ツール・ド・レン　区間優勝（第4ステージ）

### 2018年
- グランプリ・ドゥヴェルテュール・ラ・マルセイエーズ　優勝
- ル・ツール・ド・ラ・プロヴァンス　総合優勝（プロローグ優勝）
- ブエルタ・ア・エスパーニャ　区間優勝（第12ステージ）

### 2019年
- ツール・ド・レン 区間優勝（第2ステージ）